# Palazzo Benci Zecchini
Palazzo Girardi Zecchini o Benci Zecchini alla Madonna dell'Orto è un palazzo del XV secolo situato vicino alla chiesa della Madonna dell'Orto nel sestiere di Cannaregio di Venezia.

## Storia
Il palazzo fu fondato dalla famiglia Lioncini ai margini della città e divenne proprietà della famiglia Mazza nel 1575. La famiglia Girardi, originaria di Bergamo, che in seguito si appropriò del nome Zecchini tramite matrimonio, ricostruì parzialmente il palazzo. I loro simboli araldici sono scolpiti sul pozzo nel cortile. Ma la costruzione procedette lentamente e il marmo destinato a questo palazzo fu venduto alla famiglia Pesaro per il loro palazzo nella parrocchia di San Stae nel 1635.
Il nome Benzi fu attribuito agli Zecchini quando Valeria, figlia di Laura Girardi Zecchini e Benigno Benci di una famiglia torinese si sposarono nel 1635. Nel 1828, Elisabetta Casser,  vedova dell'ultimo discendente Benzi-Zecchini lasciò il palazzo nel 1837 alla Casa di Ricovero di Venezia che divenne un orfanotrofio, dove i bambini potevano essere portati dai cestini dal canale.
Esiste anche Villa Benzi Zecchini nel comune di Caerano San Marco che fu anch'essa ceduta da Elisabetta al comune per la cura degli infermi. La villa è ora utilizzata per eventi culturali e mostre.